# Suman

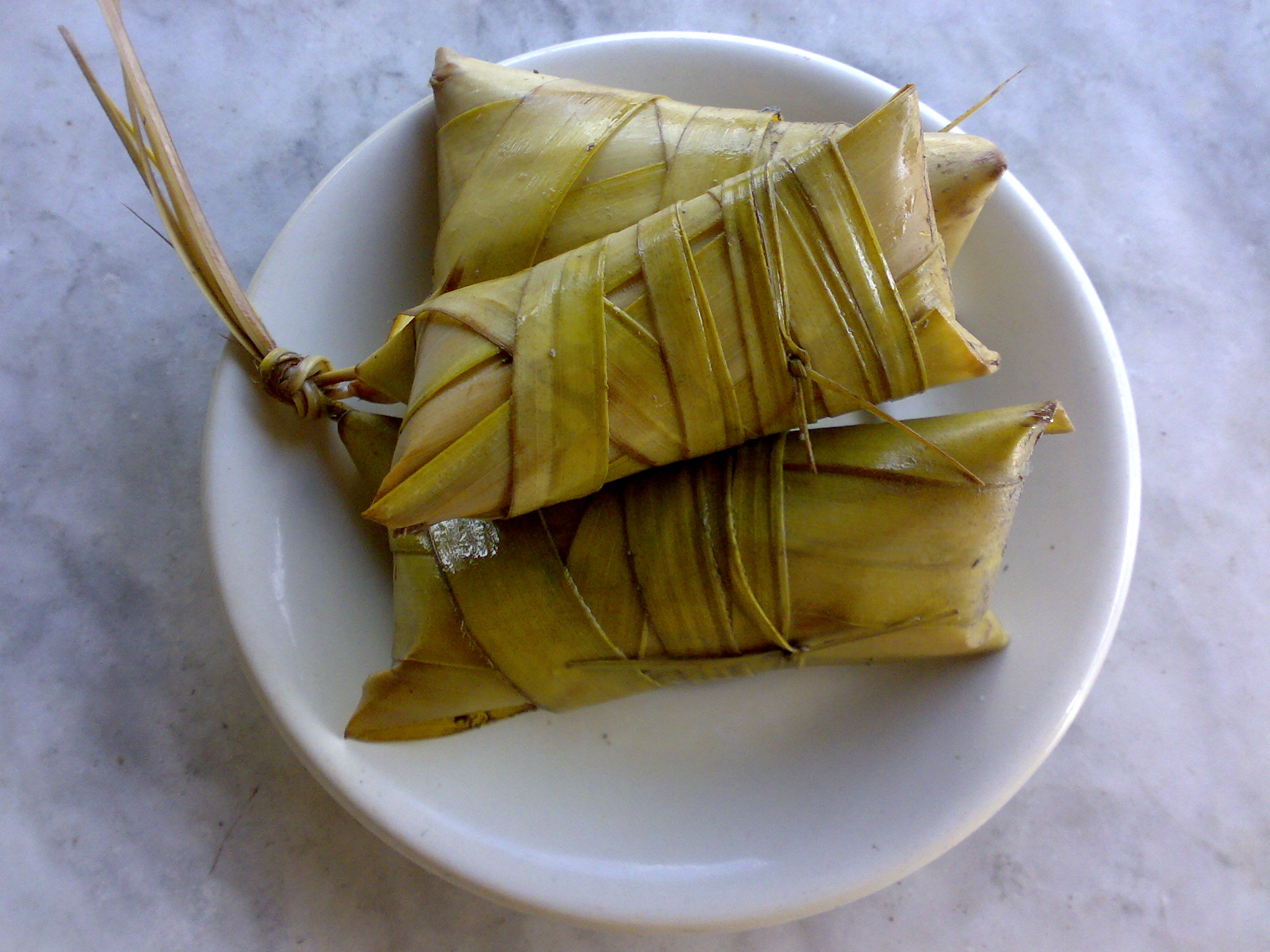
Ibos, una variedad de suman.

El suman es un pastel de arroz originario de las Filipinas. Se hace con arroz glutinoso cocido en leche de coco, y a menudo también al vapor en hojas de plátano. Se sirve envuelto en hojas de palma buli o buri (Corypha) y suele comerse espolvoreado con azúcar. Se conoce también como budbod en bisayo en el resto de las Filipinas.

## Variedades
Hay muchas variedades de suman, teniendo su propia especialidad casi cualquier ciudad o localidad. Algunas de ellas son:
- Binuo (o Suman sa binuo): Una variedad rara en la que el arroz glutinoso se remoja, se muele, se mezcla con leche de coco y azúcar, se envuelve en hojas de tagbak y se cuece al vapor. Las hojas dan a esta variedad un sabor balsámico y mentolado único, siendo además más masticable que otras variedades de grano entero.
- Suman sa ibus: Una variedad frecuente, en la que el arroz se lava y se mezcla con sal y leche de coco. La mezcla se vierte sobre recipientes hechos con hojas de palmito enrolladas llamadas ibus. Entonces se cuece al vapor usando agua mezclada con luyang dilaw (cúrcuma), lo que le da su distintivo color amarillo, y se sirve con una mezcla de coco rallado y azúcar, o con latik (leche de coco reducida hasta que forma grumos y se dora).
- Suman sa inantala: Los ingredientes son parecidos a la variedad ibus, difiriendo en que se cuece la propia mezcla y luego se vierte sobre una pequeña esterilla cortada de las hojas de plátano.
- Sumang kamoteng kahoy: Cassava picada fina, mezclada con leche de coco y azúcar, envuelta en hoja de plátano y cocida la vapor.
- Suman sa lihiya: Arroz glutinoso remojado mezclado con leche de coco y tratado con lejía, envuelto en hoja de plátano y cocido durante dos horas. Se sirve especialmente con alguna de dos variedades de latik: la marrón, que se dora cocinándola mucho tiempo y tiene un sabor a coco más fuerte, y la blanca, que es más delicada.
- Sumang wilmacale: Suman de cassava con una consistencia más sólida, endulzado con azúcar moreno y mermelada de coco, cocido al vapor en hojas de plátano y servido en pincho.

## Envoltura
La envoltura del suman es un arte único, que tiene raíces anteriores a la época colonial y que han tenido contacto con las tradiciones indias. Para envolver se emplea una amplia variedad de materiales indígenas como hojas de palma, plátano, anahaw y bambú, cáscaras de coco y otros. Algunas envolturas son simples dobleces, como los hechos en el binuo y el kamoteng kahoy, que dan un suman rectangular. Otro son trenzados verticales como el inantala, lo que da una forma tubular, y otros tienen forma de pirámide, como el balisungsong. Algunas formas de suman se comen como helados, con conos hechos de hoja de plátano, y otros tienen patrones geométricos muy complejos, como el puso o  corazón, Algunos se tejen con forma de flor de plátano, que en las Filipinas se le llama «corazón del plátano», o de pinagi, que significa raya látigo.